# 马来西亚制造
马来西亚制造是马来西亚设计、制造和生产的产品标识，是对商品在马来西亚作为原产国制造的认可，有助国民更好辨认消费市场的本地产品，由国内贸易部监管。

马来西亚制造的原产国标签

马来西亚制造标识创始于1997年，当时面临席卷东南亚国家的经济危机，中央政府鼓励人民优先购买本地制造商品。翌年，国内贸易部发起“购买马来西亚制造商品运动”（Kempen Beli Barangan Buatan Malaysia），帮助本地企业应对经济低迷。 马来西亚制造涵盖各种产品领域，包括食品、服装、家居用品、电子产品和汽车，购买马来西亚制造产品不仅有助国内经济增长，也有助于塑造和强化国家的身份认同感，并促进社会团结和共同繁荣。
马来西亚制造的商品必须在本地生产，有关企业必须在SSM或其他注册机构注册，并拥有地方政府发给的有效营业执照，以及适用商品的生产准证；生产过程必须涉及制造流程，並且含有至少51%国内原材料；同时，国内贸易部鼓励企业向马来西亚知识产权局（MyIPO）注册知识产权。马来西亚制造对国家经济的稳定发挥着正面影响，其目标是促进国内消费者使用马来西亚制造的商品，减少进口外国商品；建立本地品牌的信心，并重新调整本地产品的质量；控制国内通货膨胀率，以避免进口贸易引起通货膨胀；以及协助政府努力将物价稳定在合理价格，并降低通货膨胀。
2022年11月1日起，马来西亚制造有三个标识，赋予马来西亚产品更多的附加价值和质量保证，使用这些标识必须经过审核程序，而不是随意给予。 这三个标识分别注明：马来西亚制造（Buatan Malaysia）、马来西亚生产（Produk Malaysia）和马来西亚设计（Rekaan Malaysia）。